# Moche (culture)
Pour les articles homonymes, voir Moche et Muchik.
 (février 2022).
Si vous disposez d'ouvrages ou d'articles de référence ou si vous connaissez des sites web de qualité traitant du thème abordé ici, merci de compléter l'article en donnant les références utiles à sa vérifiabilité et en les liant à la section « Notes et références ».
La culture Moche (API : /motʃe/) (parfois appelée culture Mochica) est une culture précolombienne pré-incaïque qui s'est étendue tout au long de la côte nord péruvienne, à peu près entre l'an 100 et l'an 700 apr. J.-C. Elle était contemporaine de la culture Nazca qui occupait la côte sud péruvienne, se situant chronologiquement entre l'ère Chavín (horizon ancien) et l'ère Chimú. La brillante culture des Mochicas est contemporaine des Mayas de la Mésoamérique et précède de plus de huit siècles le célèbre empire des Incas.

## Histoire

### Naissance d'un «royaume»
Au Ier siècle apr. J.-C., différentes cultures se partageaient le littoral nord péruvien, toutes héritières des cultures Chavín et Cupisnique, les plus remarquables étant :
- les Vicús au nord, près de la frontière équatorienne ;
- les Salinars, situés principalement dans la vallée du Moche ;
- les Virú, établis dans la vallée du même nom, soit quelques kilomètres au sud des Salinars.

La culture Moche apparaît comme une unification de ces différentes cultures : tout d'abord, deux foyers distincts semblent émerger presque simultanément, aux alentours de l'an 100 de notre ère : Moche et Sipán.

#### Foyer de Moche
Dans la vallée du Moche, (située dans l'actuelle région de La Libertad) au pied du Cerro Blanco, la culture Salinar laisse rapidement place aux Moches. La ville de Moche prend de l'importance avec le début de la construction de deux édifices, les Huaca de la Luna et Huaca del Sol. Ces bâtiments, qui n'ont alors qu'un seul étage, servent déjà respectivement de lieu de culte et de centre administratif. L'influence de ce foyer atteint la vallée du Virú aux dépens de la culture du même nom.

#### Foyer de Sipán
Plus ou moins parallèlement, dans la région de Lambayeque située plus au nord, le centre Moche de Sipán se développe également, la ville prend de l'importance et de hauts dignitaires Moches y sont enterrés dans un remarquable centre funéraire.
L'éloignement de ces deux centres implique déjà un bon contrôle du territoire et donc une organisation militaire élaborée de la part des Moches, à peine leur royaume formé.

### Conquêtes militaires
On situe la majorité des conquêtes militaires Moches durant les IIIe siècle et IVe siècle. Les frontières se sont élargies le long de la côte, au sud en s'étendant aux vallées du Chicama et de Huarmey, et au nord jusqu'à Piura, empiétant largement sur le territoire Vicús, assimilant ce peuple au fur et à mesure des conquêtes. À leur apogée, les Moches contrôlent un territoire essentiellement côtier s'étendant sur plus de 600 kilomètres de long. En plus des centres historiques que sont Moche et Sipán, ils construisent d'importants bastions militaires pour maintenir les frontières : Pampagrande au nord et Pañamarca au sud. C'est au cours de cette période, vers l'an 300, que vécut le seigneur de Sipán.
À leur apogée, autour du VIe siècle, les Mochicas occupaient près de 500 kilomètres de littoral côtier péruvien, de la vallée de Piura au nord à la vallée de Huarmey au sud. Dans cette région, les fouilles ont mis au jour de vastes aires domestiques, des temples, des palais et des mausolées contenant des tombes spectaculaires. Les similitudes entre l’architecture et les objets trouvés sur les  différents sites, comme celui de Huaca el Pueblo où la tombe du Seigneur d’Ucupe a été découverte, indiquent que les populations des différentes agglomérations mochica entretenaient des rapports assidus.

### Déclin et fin du royaume
Beaucoup d'historiens situaient la fin des Moches aux alentours de l’an 600. Mais actuellement, grâce à des fouilles plus précises, on situe la fin des Moches aux alentours de l'an 700.
Cette première date, qui se révéla ensuite fausse, est due au fait qu’on a d’abord supposé que la situation s’était peu à peu dégradée dans le royaume, celui-ci devant faire face à des crues catastrophiques des principaux fleuves et notamment du río Moche à cause du phénomène El Niño. Cependant, cette hypothèse fut réfutée par l’archéologue Santiago Uceda Castillo. Ce phénomène eut bien lieu, la preuve étant de grandes fissures sur la Huaca del Sol. Mais, dans ses recherches, Uceda Castillo découvrit que ce n’était pas El Niño qui avait provoqué la fin des Mochicas, car des fouilles archéologiques ont permis de prouver qu’après celui-ci, datées de 600 apr. J.-C., la vie a continué chez les Mochicas. On constata en effet qu’au-dessus de la couche de terre correspondant à l’époque de cette catastrophe naturelle, s’élevaient bien d’autres constructions encore, bâties de la main des Moches. Il est toutefois avéré que ce phénomène a marqué de façon décisive la culture Moche. On situe la fin des Moches aux alentours de l'an 700. On suppose que la situation s'est peu à peu dégradée dans le royaume, celui-ci devant faire face à des crues catastrophiques des principaux fleuves et notamment du río Moche à cause du phénomène El Niño, ainsi qu'à des tremblements de terre à répétition durant le VIIe siècle. Peu après le déclin de la société moche, la culture Sican se développa sur les mêmes régions, puis plus tard encore ce fut le tour de la culture Chimú.

## Organisation et société

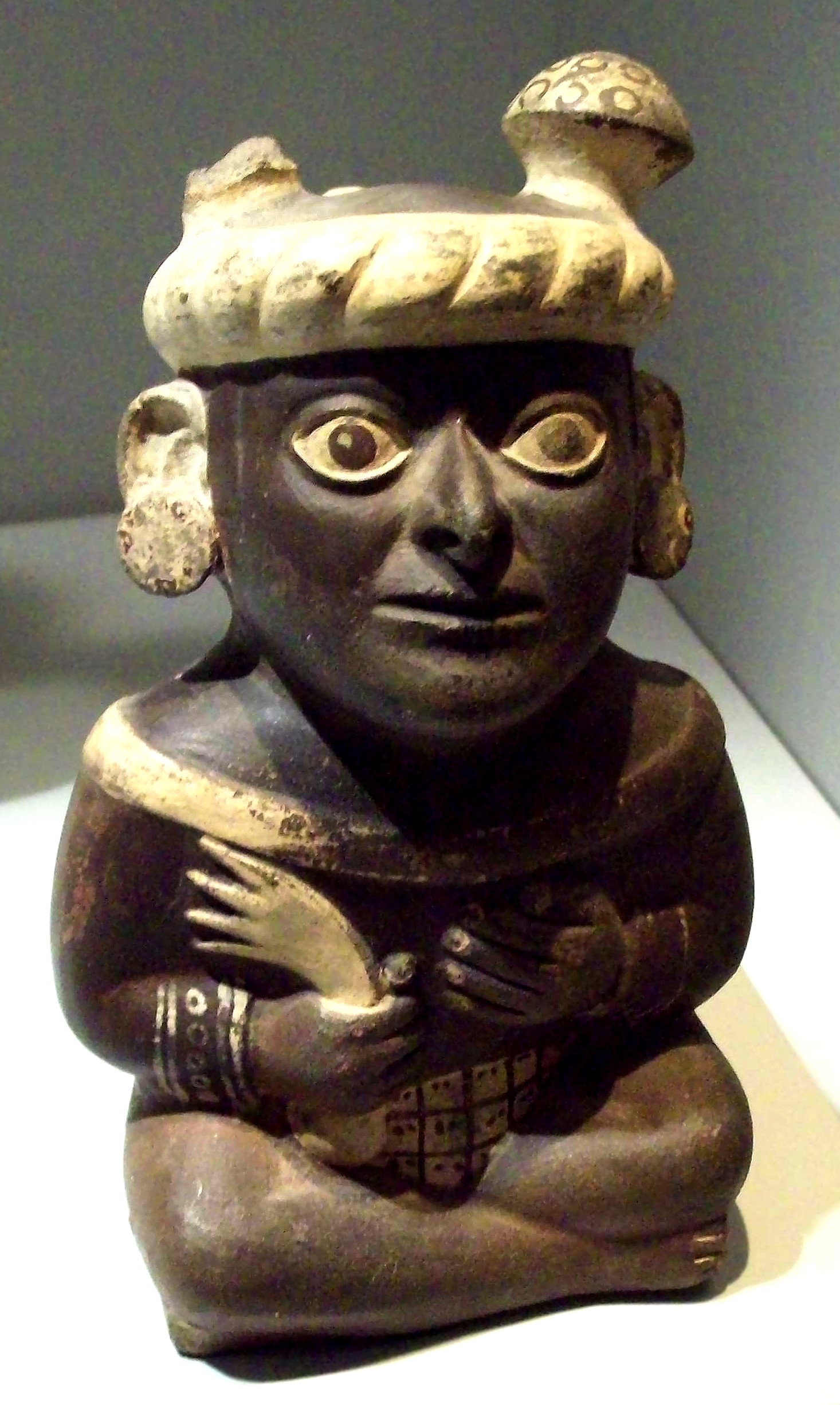
Noble moche (Musée d'Amérique, Madrid).

La civilisation Mochica a développé une société hiérarchisée avec des dirigeants, des guerriers, des spécialistes du rituel, des artisans, des agriculteurs et des pêcheurs.
Il est probable qu’au moment de leur apogée, vers les Ve-VIe siècle, les Mochicas  ne connaissaient pas d'autres groupes socialement aussi élaborés. Cette société a manifesté sa puissance et son opulence par l'ampleur de ses temples, la luxuriance de ses palais de briques en terre crue, ornés de fresques murales polychromes, et par la grandeur de ses villes peuplées de tisserands, de céramistes, de métallurgistes et d’autres artisans.
La société moche était divisée en classes et hiérarchisée. Un puissant seigneur était à la tête du royaume, le pouvoir se transmettant probablement par hérédité. Les classes les plus importantes étaient celles des guerriers, des prêtres et des administrateurs. Venaient ensuite les commerçants, artisans et bâtisseurs, puis les pêcheurs, paysans, etc. Le schéma urbain de la ville de Moche, par exemple, est typique de cette organisation, répartissant les habitats par quartier en fonction des classes : de l'importance des classes dépendait la distance à la Huaca del Sol (les prêtres, guerriers et administrateurs étaient les plus proches de la huaca).
Durant toute l'existence de la ville de Moche, ses habitants n'ont cessé de construire les deux huacas. À peu près tous les cent ans, le plus haut étage de la Huaca de la Luna était condamné, les couloirs comblés et on élargissait la base, construisait un nouvel étage au-dessus du précédent, élevant la rampe d'accès, de façon que seul ce nouvel étage soit encore accessible. À la disparition des Moches, la pyramide comptait six degrés et environ 600 ans d'existence.
Du Ier au VIIIe siècle, les Moches ou Mochicas ont développé un État, c’est-à-dire une organisation sociale, politique et économique centralisée et hiérarchisée, sans pourtant avoir connu les principales innovations techniques et intellectuelles que l’on associe souvent à l’émergence des « civilisations » et des États : pas de roue, ni monnaie ni écriture, ni économie de marché…  
On suppose que le régime de l'État moche était théocratique, le seigneur étant également prêtre. La cohésion de la société, largement dépendante de la force militaire, devait reposer sur une puissante caste de guerriers au service de la théocratie.

## Religion

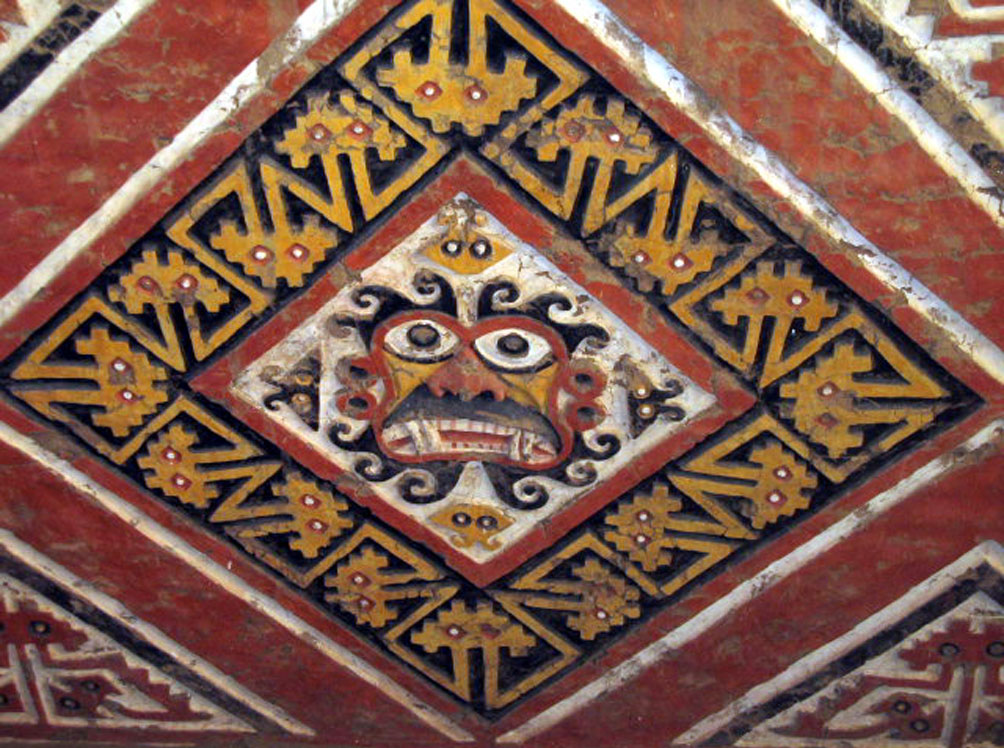
Le décapiteur sur une fresque murale de la Huaca de la Luna.

Le peuple des Mochicas était un peuple très religieux, leur gouvernement s'inscrivait dans un régime théocratique. Le centre religieux était la Huaca de la Luna, où les prêtres et le seigneur effectuaient toutes sortes de cérémonies. Le principal dieu se nommait Ai apaec, Créateur mais aussi « décapiteur » (El Degollador en espagnol), que l'on trouve représenté sur de nombreuses céramiques et fresques de temples. Il prend souvent la forme d'une araignée, ou encore d'une créature ailée ou d'un monstre marin. Lorsque le corps est entièrement représenté, on le voit toujours tenant dans une main un couteau et de l'autre une tête tenue par les cheveux. On pense qu'il s'agit d'allusions à des rituels de sacrifices humains pratiqués sur la Huaca de la Luna. La réalité de ces sacrifices ne fait pas de doute, de nombreux ossements humains, allant de 12 à 39 ans, ayant été découverts au sommet de la huaca. L'anthropologue Florencia Bracamonte a montré que ces personnes ne sont pas mortes d’une cause naturelle. Elle a constaté des marques sur les cervicales de squelettes moches et fait le lien entre ces marques et un couteau utilisé pour les sacrifices représentant justement le dieu Ai apaec, le même dieu représenté sur les peintures de sacrifices. Ceci, ainsi que l’angle de coupure avec lequel elle détermine une prise probable par les cheveux, comme sur la représentation, ne laisse aucun doute quant à la véracité de ces sacrifices.

### Révolution contre la religion
En l’an 600, El Niño, qui faisait rage, devait être stoppé. Les sacrifices envers les dieux sont devenus beaucoup plus nombreux à cette époque. Le peuple, face à des rituels menés en vain, s’est rebellé contre la religion et a fermé le temple des sacrifices, celui de la Lune. C’est alors que la culture Moche passa d’un pouvoir théocratique à un pouvoir plus séculier. La société en crise décida d'agrandir un maximum la Huaca del Sol pour y bâtir une société moins religieuse mais plus civile. Mais ce projet était démesuré pour le peu de moyens dont ils disposaient pendant cette période de crise.
En définitive, comme le dit Peter Eeckhout dans l’émission Enquêtes archéologiques : « La dernière cause du déclin des Mochicas, celle qui va finir de faire basculer cette civilisation en déroute, Santiago l’avait sous les yeux depuis le début de l’enquête, c’est la gigantesque Huaca del sol. »

## Technologies
Les Moches disposaient d'un haut niveau technologique dans différents domaines, notamment en matière d'irrigation et de métallurgie. Ils avaient réussi à maîtriser le désert grâce à un système d'irrigation ingénieux, en détournant les rivières et construisant des canaux. Ils ont exploité les abondantes ressources de l’océan Pacifique et ont conçu un système d'irrigation sophistiqué afin de pratiquer une agriculture basée sur les cultures du maïs, de la courge et des haricots. Ils pouvaient alors développer une agriculture excédentaire, et par-là même des liaisons commerciales avec les autres peuples environnants de la côte, des Andes et même d'Amazonie. Les Moches ont aussi développé des techniques de métallurgie élaborées par rapport aux autres civilisations andines. Ils travaillaient des alliages de cuivre et d'argent, de cuivre et d'or, ou encore du bronze pour fabriquer des objets de décoration, masques et bijoux mais aussi des outils agricoles et des armes. Ils avaient en particulier une technique de dorure du cuivre qui restera plus efficace que les techniques européennes jusqu'à la fin du XVIIIe siècle.

## Arts et céramiques

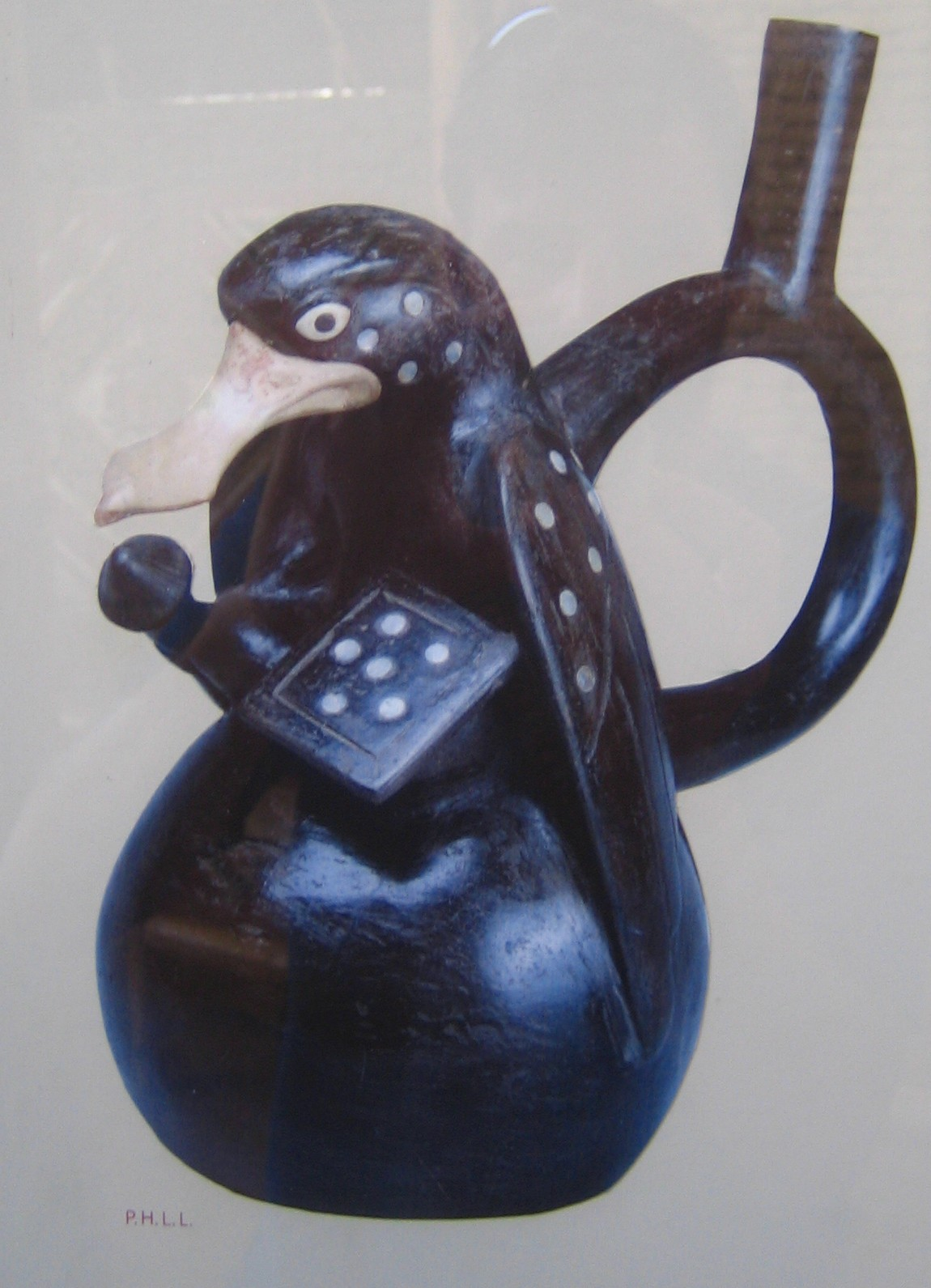
Bouteille à anse-goulot en étrier moche.

Les Mochicas étant une société sans écriture, c'est essentiellement grâce à sa culture visuelle riche et abondante, pour ainsi dire unique dans les Andes anciennes, que nous pouvons explorer certains aspects de leur monde symbolique. Les principaux motifs peints sont des humains, des animaux et des êtres surnaturels, ainsi que des activités de combat cérémoniel, de sacrifice humain, de chasse et de danse. Les différentes activités, y compris les rituels complexes, et les sujets sont élaborés dans un style clair, ce qui les rend facilement identifiables. Ils sont inscrits, modelés, gravés ou peints sur des supports aussi variés que les murs des édifices cérémoniels, les corps, les vêtements, les objets des individus de haut rang ou encore les offrandes d’objets en céramique. Ces représentations avaient pour principale fonction de promouvoir les valeurs et les intérêts de la classe dirigeante.

### Une iconographie dominée par une violence ritualisée
Elle est un des aspects les plus importants et centraux de l’idéologie de cette culture. Elle s’inscrit dans une séquence d’actes rituels très précis : le combat, la capture du vaincu, sa transformation en victime sacrificielle et le sacrifice. Elle met en scène le pouvoir du dirigeant et le distingue des autres. En le rendant bénéficiaire de l’acte sacrificiel, elle établit un lien entre son pouvoir et celui des dieux. De nombreux sacrifices ont justement été faits en l’an 600 pour essayer de calmer El Niño qui faisait rage à cette époque.

#### Guerriers et chasseurs rituels

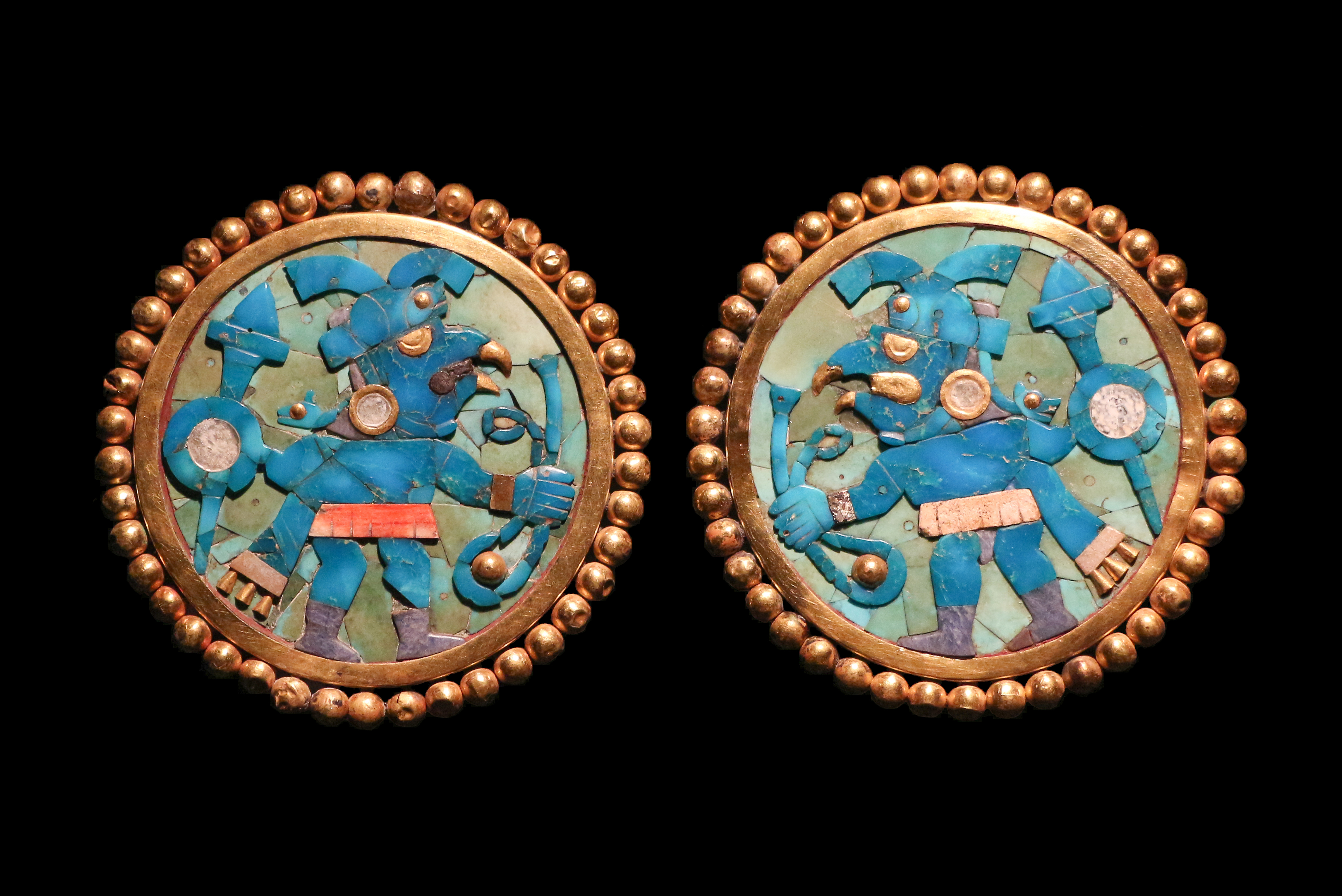
Boucles d'oreilles en or représentant des guerriers.

L’iconographie mochica présente deux types de chasse. L’une consiste à diriger des cerfs de Virginie vers des filets afin de les achever avec des propulseurs ou des massues. L’autre, se déroulant en milieu marin, vise à abattre des otaries à coups de massue. Les individus impliqués et les armes utilisées sont souvent les mêmes que ceux des combats. Le Combat cérémoniel et la Chasse rituelle sont conceptuellement si proches que la Guerre de capture s’apparente à une Chasse rituelle de victimes sacrificielles.

#### Le sacrifice humain
Le sacrifice humain est très présent dans la culture rituelle et symbolique mochica. Il est représenté sur les céramiques déposées dans les tombes, les fresques murales des temples et les regalia des dirigeants. De nombreuses preuves de sacrifices humains ont aussi été découvertes dans des tombes et des enceintes de temples. Il s'agirait donc de l'activité rituelle et de pouvoir la plus centrale, autour de laquelle gravitent tous les autres rituels, ceux du combat, de la chasse et de la course. Les types de sacrifices sont également très variés et peuvent être pratiqués par des humains ou des êtres surnaturels. Des guerriers sont dévorés par des félins, et des hommes et des femmes sont déchiquetés par des vautours. D’autres sacrifices représentés sur des vases montrent aussi le seigneur tranchant la gorge de prisonniers dont le sang est récolté par les prêtres, puis bu par le seigneur. D'autres encore sont attachés à des cadres sacrificiels. Les deux rituels les plus importants et les plus complexes sont ceux du Sacrifice en Montagne et de la Cérémonie du Sacrifice. Ceux-ci dénombrent le plus d'acteurs revêtus des attributs de rangs les plus élevés.

#### Le portrait du sacrifié
Les vases portraits affichant les visages d'individus distincts sont uniques dans les cultures du Pérou ancien. Ils représentent les guerriers vaincus, ou victimes sacrificielles, parfois coiffés du turban qu'ils portent sous leur casque ou dans la posture de captifs, dépourvus de leurs attributs, d'autres fois, arborant des couvre-chefs à effigie de félin, de renard ou d'oiseau. Commémorant le Combat cérémoniel, la capture et le sacrifice humain, ces vases auraient été préservés dans les temples et déposés dans des tombes.

#### Le Sacrifice en Montagne
Les plus anciennes scènes du Sacrifice en Montagne représentent l'Être à crocs et son Assistant-Iguane dominant une victime poussée du sommet d'une colline. Au fil du temps, ce rituel se complexifie et concerne des victimes supplémentaires, accomplissant des gestes rituels ou portant des cerfs de Virginie dans leurs bras, établissant ainsi un lien avec la Chasse rituelle. Les longs cheveux des victimes et les motifs appliqués sur leurs corps indiquent qu’elles ont été capturées lors de combats cérémoniels.

#### La Cérémonie de la Coca
La Cérémonie de la Coca est étroitement liée au Combat cérémoniel et au Sacrifice en Montagne. Sur certains vases, ces rites sont représentés côte-à-côte, avec les chiqueurs de coca portant à la bouche une substance extraite d’une bouteille (calero) à l’aide d’un bâton. Des bouteilles métalliques similaires ont été découvertes dans des tombes mochica. Elles auraient servi à contenir l’alcali qui permet d’extraire, à partir d’une réaction chimique, les alcaloïdes contenus dans la chique de feuilles de coca.

#### La Cérémonie du Sacrifice
La Cérémonie du Sacrifice, datant du VIe siècle, constitue le rituel le plus élaboré de l’iconographie mochica. Elle consiste en l'égorgement de deux victimes et en la récupération de leur sang dans des gobelets. Les lettres — A, B, C, D, E — ont été assignées aux sujets principaux au milieu des années 1970 afin de faciliter leur identification. Depuis lors, des tombes contenant des individus personnifiant quatre de ces sujets ont été découvertes sur les sites de Sipán, de Huaca de la Cruz et de Huaca el Pueblo.

### Les céramiques
L'étude des céramiques moches revêt une importance fondamentale dans la mesure où, ne connaissant pas l'écriture, c'est par ce biais que les Moches ont laissé le plus d'informations sur leurs us et coutumes. Les Moches utilisaient des moules pour produire des poteries en quantité industrielle. Cependant cela ne les empêchait pas de créer des formes, des gravures et des peintures variées. Très soigné, cet art céramique se distingue facilement de celui des autres civilisations précolombiennes par l'utilisation de certaines couleurs, peintures ou sculptures souvent rouges ou noires sur un fond crème, et représentant généralement des objets ou scènes de la vie courante, fruits, légumes ou animaux, scènes d'agriculture, de pêche, de métallurgie ou de tissage, scènes érotiques, scènes guerrières ou encore scènes de sacrifices. On retrouve également de nombreuses scènes mythologiques, notamment des représentations du dieu Ai-Apaec. Beaucoup de poteries sont aussi modelées avec une forme de tête humaine ou d'animal. L'art moche, influencé par le Chavín et le Cupisnique, marque toutefois un progrès considérable par rapport à ceux des cultures antérieures. Les sculptures et les dessins sont fins et réalistes, parfois ornés de nacre, pièces en os, voire d'or. Dans la dernière phase de la culture Moche, les céramiques prennent un ton plus sombre jusqu'au noir, annonciateur de l'art Chimú.
Les personnes importantes se faisaient parfois sculpter des céramiques à leur effigie. Les « portraits » ainsi retrouvés montrent souvent une expression particulière comme le rire, la colère ou la réflexion, reflétant certainement la personnalité de leur propriétaire.
La découverte de vases représentant des têtes typées mongoles ou africaines a amené certains chercheurs à penser que les Moches avaient eu des contacts avec des peuples chinois ou d'Afrique noire. Pourtant, aucune trace d'artéfact moche n'a été découverte dans ces régions, pas plus que des objets asiatiques ou africains dans les Andes. Cette théorie reste donc largement hypothétique.
On distingue généralement cinq phases ou périodes caractérisées chacune par un style artistique qui se retrouve principalement sur les céramiques. Selon ce découpage, les deux premières phases correspondent au Ier siècle av. J.-C. et au Ier siècle apr. J.-C. Il ne s'agit donc pas encore à proprement parler de la culture moche, mais plutôt des cultures Vicús, Salinar et Gallinazo. Les phases 3 et 4 s'étendent du IIe au Ve siècle apr. J.-C., et enfin la phase 5 s'étend du VIe au VIIIe siècle.

## Archéologie

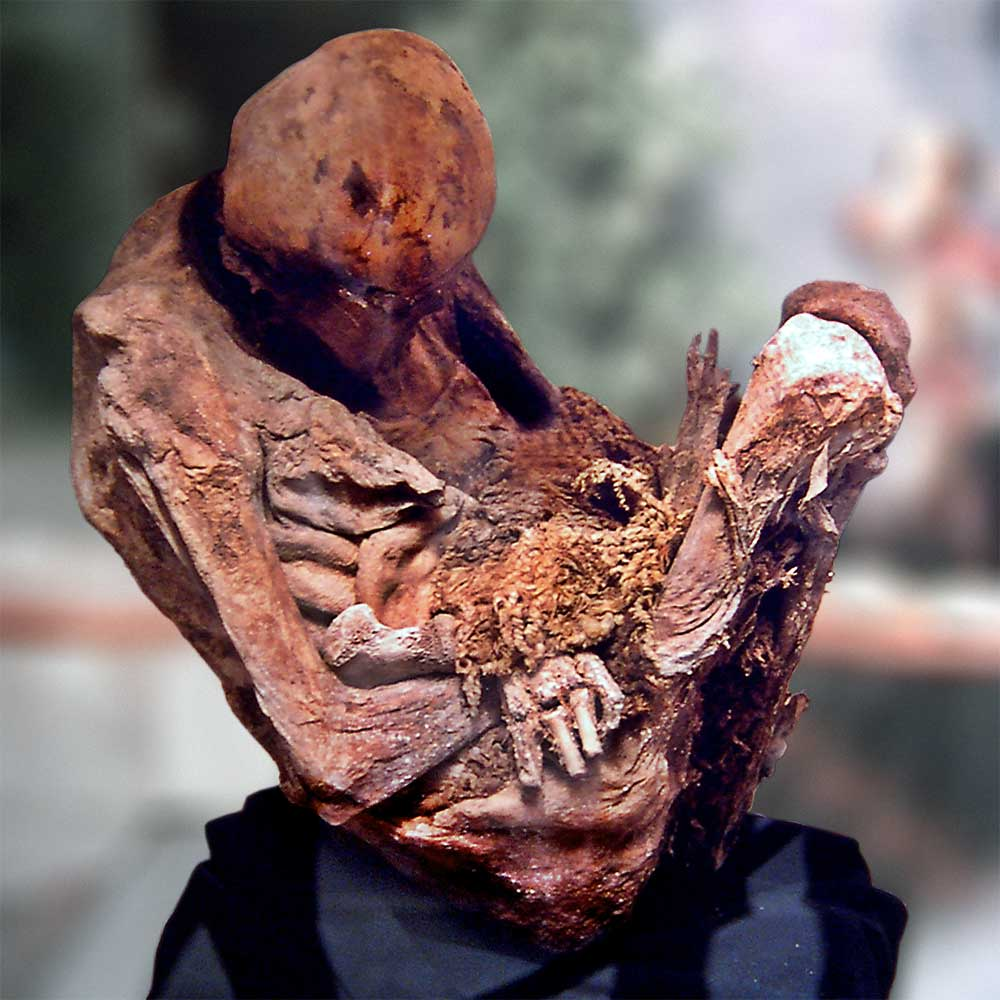
Momie moche.

Avant la fin du XIXe siècle, les diverses empreintes laissées par les Moches étaient attribuées aux Chimú (ou « proto-Chimú »). De plus, l'absence d'écrit dans les Andes précolombiennes rend plus difficile le travail de distinction des peuples. Les huaqueros (pilleurs de huacas) sont probablement responsables de pertes inestimables pour le patrimoine mondial, et leur action ralentit les avancées scientifiques. Ce n'est qu'en 1898 et 1899 que Max Uhle, archéologue allemand, fouilla les Huaca del Sol et Huaca de la Luna et identifia une culture distincte des autres cultures pré-colombiennes. À la fin des années 1920, l'archéologue péruvien Julio Tello propose d'appeler cette civilisation la civilisation Moche ou Mochica, en référence à l'ancienne langue parlée sur la côte nord du Pérou, le Muchik.
Les fouilles aux alentours de la Huaca de la Luna se poursuivent. Les bâtiments ont été partiellement recouverts par le sable au fil des siècles, aussi les recherches ont commencé par le sommet des temples et s'effectuent de palier en palier vers la base. Ces constructions en adobe sont toujours menacées par El Niño.
Alerté par des actes de vandalisme tels que des tombes pillées et dévastées sur le site de la Huaca Rajada , l'archéologue Walter Alva a effectué une nouvelle série de fouilles en 1987. Ces fouilles ont révélé la fameuse tombe du Seigneur de Sipán, l'une des plus grandes découvertes archéologiques de ces 40 dernières années. Walter Alva et son équipe ont mis au jour plusieurs individus déposés dans de larges chambres funéraires avec leur entourage et des centaines d’objets cérémoniels spectaculaires dans le mausolée de Sipán. Sur la base de comparaisons entre les objets retrouvés dans les tombes et leur représentation iconographique, trois individus principaux de sexe masculin ont pu être identifiés comme les représentants de la Cérémonie du Sacrifice.
Le site de Dos Cabezas occupe une position importante dans l’histoire de Huaca el Pueblo et de son élite. Les deux sites ont entretenu des relations soutenues, comme en témoignent leurs architectures similaires. Les objets proviennent de deux des tombes découvertes dans l’édifice principal par Christopher Donnan (de 1994 à 1997). Deux chambres funéraires avaient été établies dans les cratères provoqués par les pluies torrentielles d’El Niño indiquant que des activités rituelles auraient eu lieu lors de tels événements.
Les peintures murales polychromes modelées sur les murs intérieurs et extérieurs des grands temples mochica constituent l’une des découvertes archéologiques les plus saisissantes de ces dernières années. Ces fresques, faites de boue séchée puis peintes avec des couleurs minérales et végétales, pouvaient atteindre trois mètres de hauteur et ornaient, sur d’immenses superficies, la plupart des centres cérémoniels. Cette forme artistique majeure de la culture mochica offrait à la population locale une vision impressionnante des thèmes rituels et symboliques chers à l’élite et aux dirigeants,.

### La tombe fastueuse  du seigneur Ucupe
En 2008, Steve Bourget et Bruno Alva Meneses ont découvert sur le site archéologique de Huaca el Pueblo, dans la vallée de Zaña, la sépulture d’un dirigeant mochica, aussitôt nommé « El Señor de Ucupe » par la population locale. Le visage de l'ancien souverain, figure emblématique de la culture Moche, est recouvert d'un masque funéraire doré, orné de cuivre et de coquillages. Sa découverte constituait un événement fortuit puisque la chambre funéraire, datant du Ve siècle environ, ne faisait pas partie intégrante de l’architecture sous étude. Elle aurait été placée dans l’architecture plus ancienne du temple lors d’une rénovation importante de celui-ci.
Au cours d’une fouille de cinq semaines, toute la splendeur de cette tombe royale mochica s’est dévoilée. L’élaboration d’un ensemble funéraire aussi important est un acte social réfléchi et contrôlé dans ses moindres détails. Rien n’est laissé au hasard. Des choix précis sont effectués quant aux types d’objets déposés et à leur position exacte dans la tombe, les uns par rapport aux autres. Ces décisions reposent sur des principes rituels et symboliques d’une grande complexité.
La tombe a été construite le long de l’édifice cérémoniel le plus important du site, contenait les restes du seigneur d'Ucupe accompagné de trois autres personnes et d’une foison d’objets somptuaires. De ce contexte archéologique exceptionnel ont été exhumés plus de 200 artéfacts, dont 170 objets métalliques de cuivre argenté et doré, d’or et d’argent, des colliers constitués de plaques de coquillages marins et des objets en céramique. Dans un premier temps, l’ensemble de cette collection inestimable a été placé dans une chambre sécurisée et à l’atmosphère contrôlée au Musée Tumbas Reales de Sipán, situé dans la ville de Lambayeque. Presque immédiatement, le travail complexe de restauration a débuté avec le laboratoire de restauration de cette institution. Ces travaux minutieux se sont déroulés sur une période de quatre ans et ont été rendus possibles grâce au financement substantiel de l’Office fédéral de la culture à Berne. Les travaux de recherche sur le terrain ont été soutenus par la National Science Foundation (États-Unis) et l’Université du Texas à Austin de 2004 à 2009 et réalisés par le MEG de 2010 à 2013.
Plus de deux cents pièces, parmi lesquelles cent soixante-dix objets de cuivre doré et argenté, d’or ou d’argent, des colliers constitués de plaques de coquillages marins et des objets en céramique, ont été exhumées en 2008 du contexte archéologique exceptionnel de la chambre funéraire du Seigneur d'Ucupe à Huaca el Pueblo. Enfouis dans le sol salin du désert depuis plus de 1500 ans, ces artéfacts devaient impérativement subir une restauration qui raviverait leur splendeur d’origine, tout en mettant un terme à leur détérioration.
L’ensemble de cette collection inestimable a été confié au Museo Tumbas Reales de Sipán dont l’équipe de restauration a géré la remise en état de ces objets, conservés dans une réserve sécurisée à l’atmosphère contrôlée. Cette tâche minutieuse accomplie par quatre conservateurs s'est échelonnée sur une période de près de quatre ans. En plus des magnifiques objets déposés dans son enveloppe funéraire ou fardo, le Seigneur d'Ucupe, un individu dans la vingtaine, était accompagné de deux hommes et d’une femme enceinte de six mois. Il n'est rien resté du rituel funéraire précédant la mise en tombe, mais on peut supposer que celui-ci aurait comporté des chants, des danses et un festin.
Cette sépulture est l’une des plus complexes et des mieux conservées de la culture mochica dans un contexte archéologique exceptionnel. Le défunt était entouré de plus de cent soixante-dix objets métalliques spectaculaires, des vases en céramique et des lamas sacrifiés. Savamment déposés sur le corps du Seigneur d'Ucupe, des dizaines d’objets ont été placés selon un ordre précis. Une intéressante dualité transparaît dans le positionnement et les types de ces objets. Ce principe dual renvoie à des rapports symboliques complexes tels que ceux qui existent entre la vie et la mort, le spirituel et la royauté, le sacré et le profane. Le trio du hibou, du poulpe et de l’araignée, représenté sur certains diadèmes et couronnes, est associé à la notion de capture. Cette triade, caractérisant le dirigeant, condenserait les concepts fondamentaux du Combat cérémoniel et du sacrifice humain.
Le Seigneur d’Ucupe serait le dirigeant principal de son époque, celui qui siège sur un trône et à qui l’on offre le sang du sacrifié. En effet, si l’on compare ses diadèmes à la scène de la Cérémonie du Sacrifice qui lui serait contemporaine, on peut constater que dix d’entre eux sont similaires à celui de l’individu assis sur un trône, recevant un gobelet. Le sang contenu dans le récipient est extrait du cou d’un guerrier saigné par un Être chauve-souris situé à l’extrémité gauche de la scène.

### Découvertes récentes
En 2012, des archéologues ont découvert un autel sacrificiel datant du Ve siècle au sommet d'une montagne de 1 000 m près de Trujillo, dans le nord du Pérou. La découverte la plus récente remonte à 2015, l'archéologue Santiago Uceda a voulu prouver que le peuple des Moches avait survécu aux épisodes climatiques qui les auraient décimés en 600. Pour ce faire, lui et son équipe lancèrent un énorme chantier de fouilles à l'arrière de la Huaca del Sol. C'est à la suite de ces fouilles qu'il trouva des preuves qui confirmèrent son hypothèse ; des déchets d'activités quotidiennes retrouvés furent datés d'après le bouleversement météorologique de 600. En 2017, dans la zone urbaine où se trouvait le peuple, des archéologues ont trouvé des griffes de félins que le peuple aurait pu apporter, et un sceptre que les archéologues pensaient jusque-là réservé aux prêtres et aux seigneurs.

### Liste des sites
Voici une liste non exhaustive des principaux vestiges.
Les Huaca de la Luna et Huaca del Sol, ou temple de la Lune et temple du Soleil (ces noms ont été inventés par les colons, les Moches ne vénéraient ni le Soleil ni la Lune), sont deux pyramides à degré inachevées construites en adobe, distantes d'environ 400 mètres l'une de l'autre. Entre elles se trouvait jadis la principale cité Moche.
El Brujo est un site sur lequel se trouvent trois huacas, dont deux construites par les Moches. Ouvert au public depuis le 12 mai 2006, on y a découvert le tombeau et le corps momifié de la souveraine Moche appelée la Dame de Cao.
La Huaca Rajada près de Sipán est le complexe funéraire où fut découvert le Seigneur de Sipán. Pour certains archéologues, cette découverte fut la plus importante au Pérou depuis la découverte du Machu Picchu.
Autres sites :
- Chanquillo ;
- Pampagrande ;
- Pañamarca.

## Musées

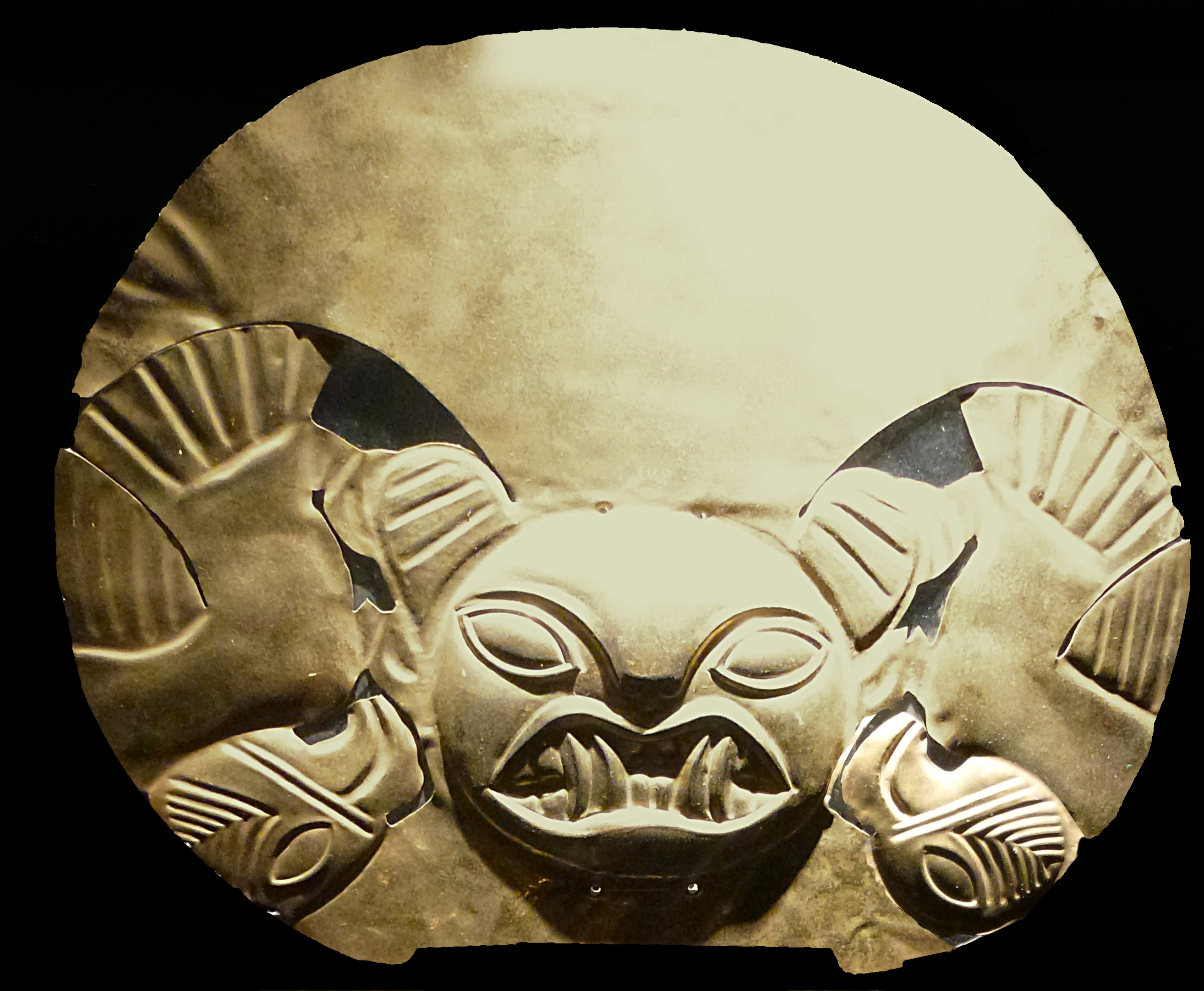
Coiffe mochica figurant un être à crocs (musée Rafael Larco de Lima).

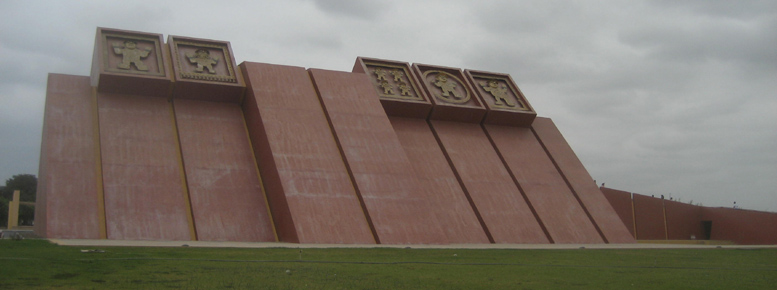
Musée Tumbas Reales de Sipán, à Lambayeque.

De remarquables collections d'objets de la culture Moche peuvent être vues dans plusieurs musées péruviens.
Le musée Tumbas Reales de Sipán a été récemment construit dans la ville de Lambayeque et regroupe une impressionnante collection d'objets trouvés dans les sépultures de Sipán, y compris celle du fameux « Seigneur de Sipán ». Il est dirigé par Walter Alva, à l'origine de cette découverte. Le musée propose également une vision complète de la culture Moche.
Le musée de Cao, inauguré en 2009, fait partie du complexe archéologique El Brujo.
Le museo de la Nación (en) est situé à Lima.
Le musée Larco, à Lima, présente une galerie de poteries érotiques.
Le museo Brüning de Lambayeque rassemble quelques objets précieux mochicas, ainsi que d'autres cultures de la région.